# 圣彼得大教堂 (日内瓦)

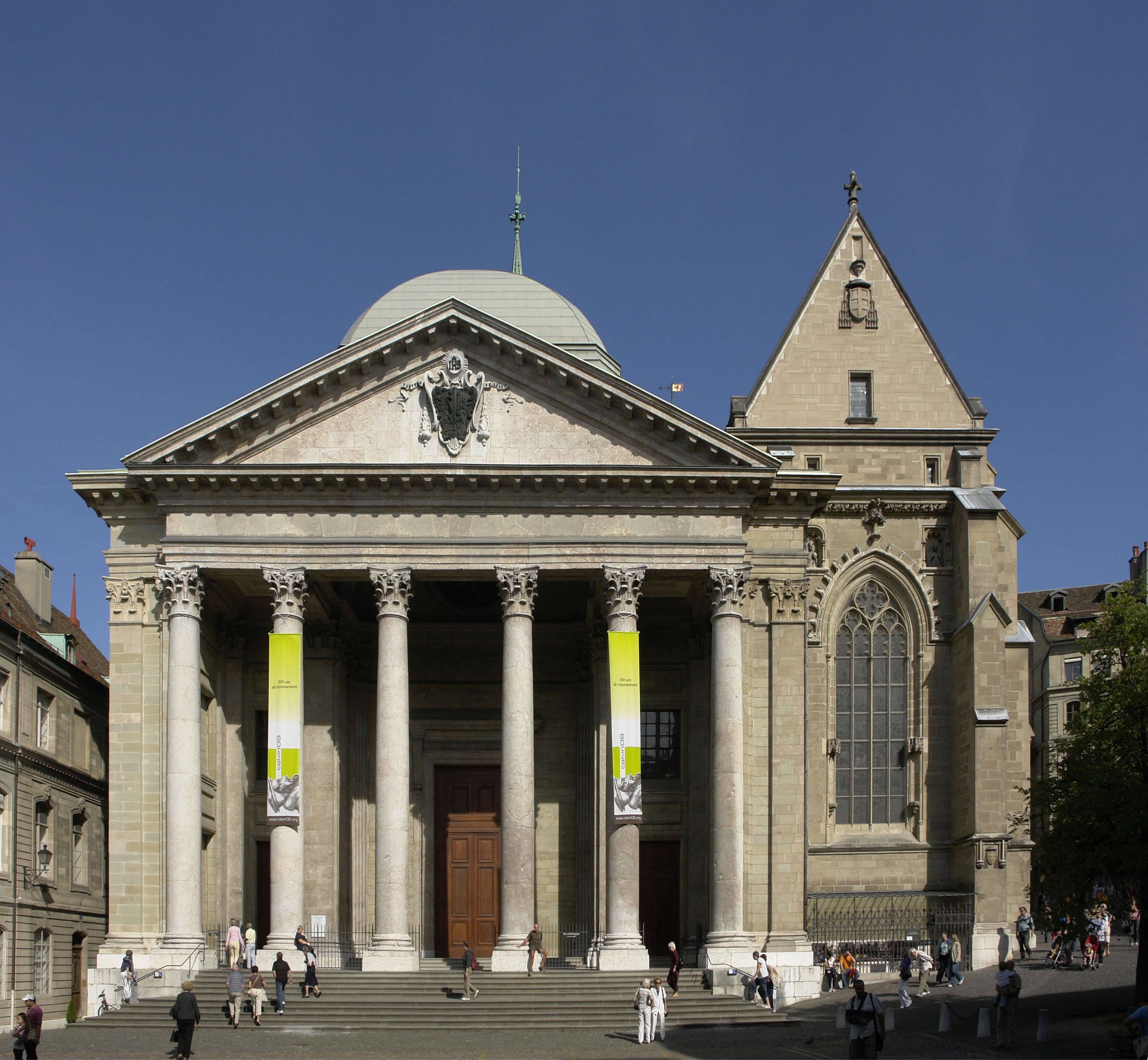
立面

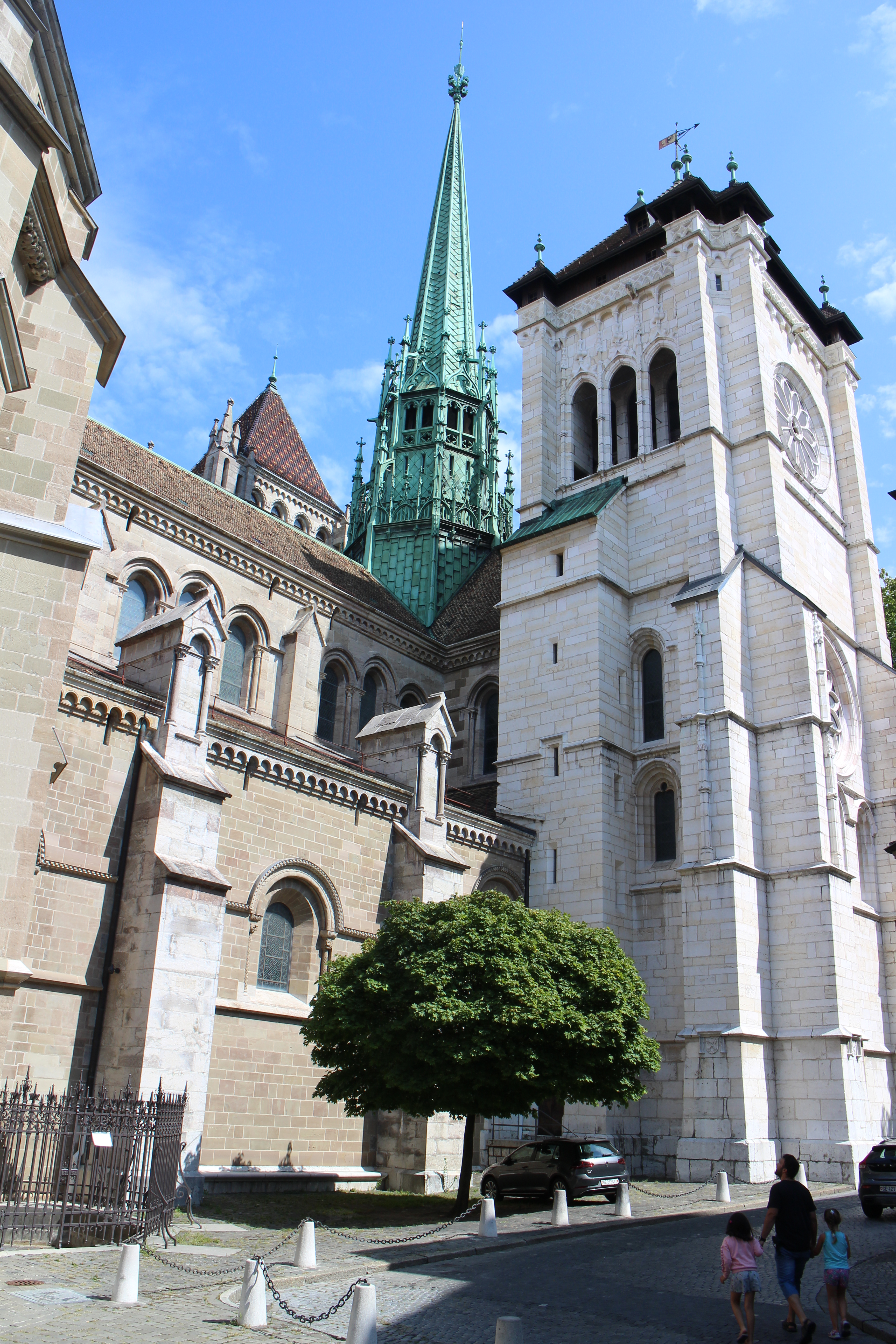
尖塔

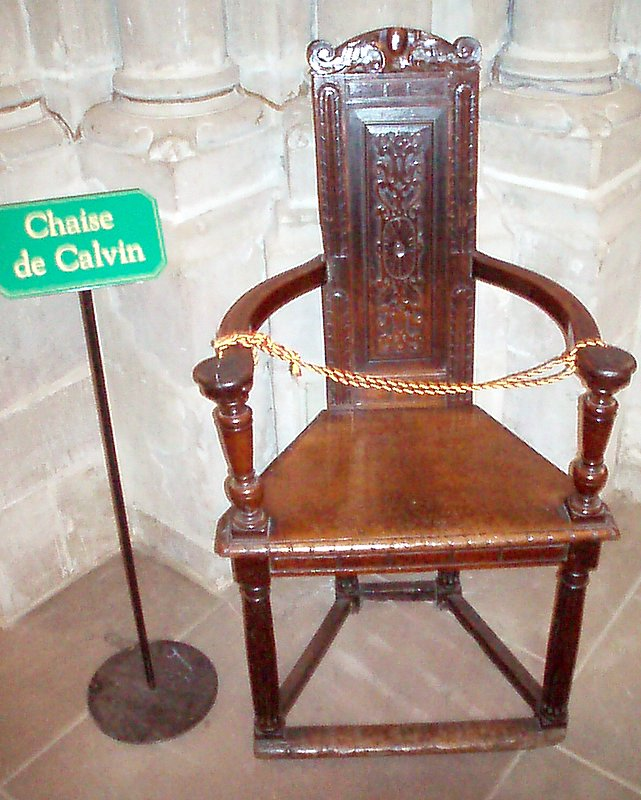
加尔文的座椅

圣彼得大教堂是瑞士日内瓦的一座教堂，属于瑞士归正会，宗教改革以前是主教座堂。它始建于12世纪，兼容了不同的建筑风格。它最著名之处是宗教改革领袖约翰·加尔文的基地。教堂内保存有加尔文的木制座椅。 
主教座堂的下方近来经过广泛挖掘，发现这一地点拥有可追溯到罗马帝国时期的丰富历史，从8世纪到10世纪这一地点同时存在三个教堂，现存建筑原为主教座堂和早期基督徒葬礼崇拜；另外两座建筑在12世纪并入今天的建筑，它们显然有不同的用途，一个用作公共圣礼，另一个用于教会教义。